# Quinazoline
La quinazoline est un composé organique aromatique hétérobicyclique, issu de la fusion d'un cycle de benzène et d'un cycle de  pyrimidine. C'est un diazanaphtalène et sa formule brute est donc C8H6N2. 
La quinazoline se présente sous la forme d'une poudre cristalline jaune. 
Médicalement, la quinazoline a été utilisée dans des domaines variés, comme des agents anti-malaria et des anti-cancéreux. La doxazosine est par exemple un dérivé de la quinazoline. 
La quinazoline est isomère de la quinoxaline, de la phtalazine et de la cinnoline, les autres benzodiazines possibles.